# Svatý Jan
Svatý Jan là một làng thuộc huyện Příbram, vùng Středočeský, Cộng hòa Séc.